# 大阪市立下新庄小学校
大阪市立下新庄小学校（おおさかしりつ しもしんじょうしょうがっこう）は、大阪府大阪市東淀川区にある公立小学校である。2012年（平成24年）8月13日現在の児童数は325名である。

## 沿革
- 1958年（昭和33年）4月1日 - 大阪市立下新庄小学校創立。

## 通学区域
- 下新庄1丁目、下新庄4 - 6丁目

## 交通アクセス
- 阪急電鉄千里線 下新庄駅より徒歩4分

## 出身者
- 三輪修平 -漫画家